# Coeloides qinlingensis
Coeloides qinlingensis är en stekelart som beskrevs av Dang och Yang 1989. Coeloides qinlingensis ingår i släktet Coeloides och familjen bracksteklar. Inga underarter finns listade i Catalogue of Life.